# Albert Dinarowitsch Scharipow
Albert Dinarowitsch Scharipow (russisch Альберт Динарович Шарипов; * 11. April 1993 in Samara) ist ein russischer Fußballspieler.

## Karriere

### Verein
Scharipow begann seine Karriere in der Akademija Konopljow. Im Juli 2010 wechselte er zum Drittligisten Akademija Toljatti. Bis zum Ende der Saison 2010 kam er zu vier Einsätzen in der Perwenstwo PFL. In der Saison 2011/12 absolvierte er 30 Drittligapartien. In der Saison 2012/13 kam er bis zur Winterpause auf 14 Einsätze. Im Januar 2013 wechselte er zum Erstligisten FK Kuban Krasnodar, der ihn allerdings direkt an den Drittligisten FK Tjumen verlieh. Für Tjumen spielte er bis Saisonende zehnmal in der dritthöchsten Spielklasse. Zur Saison 2013/14 wurde er an den Drittligisten FK Fakel Woronesch weiterverliehen. Für Fakel kam er zu 21 Drittligaeinsätzen.
Zur Saison 2014/15 kehrte Scharipow nicht nach Krasnodar zurück, sondern wechselte fest zum Zweitligisten Tom Tomsk. Im Juli 2014 debütierte er gegen Krylja Sowetow Samara in der Perwenstwo FNL. Bis Saisonende kam er zu 21 Zweitligaeinsätzen für Tom. Zur Saison 2015/16 wechselte der Mittelfeldspieler zum Erstligisten Rubin Kasan. Sein Debüt in der Premjer-Liga gab er im Juli 2015 gegen ZSKA Moskau. Dies sollte allerdings sein einziger Einsatz für Rubin bleiben. Im Februar 2016 kehrte er leihweise nach Tomsk zurück. Bis zum Ende der Leihe kam er zu sechs Zweitligaeinsätzen, mit Tom stieg er zu Saisonende in die Premjer-Liga auf. Im August 2016 wurde er an den Zweitligisten FK Neftechimik Nischnekamsk weiterverliehen. Für Neftechimik kam er allerdings nur einmal zum Einsatz, der Verein stieg zu Saisonende aus der Perwenstwo FNL ab. Zur Saison 2017/18 kehrte er nach Kasan zurück, wo er allerdings die gesamte Spielzeit über nie im Kader stand.
Zur Saison 2018/19 wechselte Scharipow zum Zweitligisten Rotor Wolgograd. In seiner ersten Saison in Wolgograd absolvierte er 21 Zweitligapartien. In der Saison 2019/20 kam er bis zum COVID-bedingten Saisonabbruch zu fünf Einsätzen, Wolgograd stieg trotz des Abbruchs in die Premjer-Liga auf. Nach dem Aufstieg wechselte er zur Saison 2020/21 zum Zweitligisten FK Nischni Nowgorod. In Nischni Nowgorod kam er in jener Saison zu 27 Zweitligaeinsätzen. Auch mit Nischni stieg er zu Saisonende in die Premjer-Liga auf.
In der Saison 2021/22 kam er zu 22 Einsätzen im Oberhaus, in der Saison 2022/23 spielte er 17 Mal in der Premjer-Liga. Im September 2023 schloss Scharipow sich dem Zweitligisten FK Kuban Krasnodar an.

### Nationalmannschaft
Scharipow spielte 2014 achtmal für die russische U-21-Auswahl.

## Persönliches
Sein Vater Dinar war ebenfalls Fußballspieler.